# Brassed Off
Brassed Off är en brittisk dramakomedi från 1996 i regi av Mark Herman. I huvudrollerna ses Pete Postlethwaite, Tara Fitzgerald och Ewan McGregor. Filmen handlar om de problem som drabbar Grimley Colliery Band i samband med att deras gruva läggs ned.
Filmen har vunnit 10 internationella utmärkelser och nominerats till fler (bland annat Guldbagge för Bästa utländska film 1998). 1999 placerade British Film Institute filmen på 85:e plats på sin lista över de 100 bästa brittiska filmerna genom tiderna.

## Handling
Gloria (Tara Fitzgerald) har kommit tillbaka till sin barndomsstad för att ta reda på om stadens kolgruva är lönsam eller ej. Hon spelar flygelhorn och får därför spela med det lokala brassbandet som består av gruvarbetare från den lokala gruvan. Hon återupptar även en barndomsromans med Andy (Ewan McGregor), vilket leder till komplikationer.
Samtidigt som ledaren för bandet, Danny (Pete Postlethwaite) kämpar för att hålla ihop bandet drabbas han av koldammslunga och hamnar på sjukhus. Hans son Phil (Stephen Tompkinson) som har stora skulder har börjat arbeta som clown på barnkalas, i en av filmen mörkaste scener får han ett sammanbrott när han ska underhålla en grupp barn. Efter att kolgruvan stängts når bandet finalen i Londons Royal Albert Hall i en nationell brassbandstävling, de saknar emellertid pengar för att resa dit. 

## Rollista i urval
- Pete Postlethwaite - Danny
- Tara Fitzgerald - Gloria
- Ewan McGregor - Andy
- Jim Carter - Harry
- Kenneth Colley - Greasley
- Peter Gunn - Simmo
- Mary Healey - Ida
- Melanie Hill - Sandra
- Philip Jackson - Jim
- Sue Johnston - Vera
- Peter Martin - Ernie
- Stephen Moore - Mackenzie
- Lill Roughley - Rita
- Stephen Tompkinson - Phil
- Olga Grahame - Mrs. Foggan
- Toni Galacki - Gary
- Sky Ingram - Kylie
- Luke McGann - Shane
- Christopher Tetlow - Craig
- Bernard Wrigley - Chapman

## Om filmen
Filmen är bland annat inspelad i Barnsley, South Yorkshire i England. Den hade världspremiär den 1 november 1996.
Musiken i filmen är skriven av Trevor Jones och framförs av Grimethorpe Colliery Band.
En del av Pete Postlethwaites tal i slutet av filmen användes i den brittiska popgruppen Chumbawambas hit "Tubthumping" 1997.
Både Kate Winslet och Catherine Zeta-Jones var påtänkta för rollen som Gloria.

### Tag line
- Mother 2: This isn't your main job, is it?
- Phil: I'm a miner.
- Mother 2: [incredulously] A miner?
- Phil: You remember them, love? Dinosaurs, dodos, miners.